# Ли Жуй
Ли Жуй (кит. 李锐, пиньинь Li Rui; 13 апреля 1917 — 16 февраля 2019) — китайский историк и политик, член Коммунистической партии Китая с 1937 года. Был личным секретарем Мао Цзэдуна по производственным вопросам:364. После ухода из политической жизни Ли стал писателем и активным сторонником демократических реформ в Китае.

## Карьера
Ли был одним из первых и полных энтузиазма членов Коммунистической партии, которые в конце 30-х годов отправились на базу коммунистов в Яньане. Через несколько лет он впервые подвергся там революционным преследованиям.
В середине 1950-х годов Ли был одним из секретарей Мао Цзэдуна, что предоставило ему доступ к кругам правящей элиты Китая, но его критика политики Большого скачка и поддержка Пэн Дэхуая привели к его осуждению. Позже он объявил, что Мао игнорировал страдания и смерти людей, вызванные его политикой: «Способ мышления и управления Мао был ужасающим. Он не ценит человеческую жизнь. Смерть других ничего не значила для него».
Ли участвовал в переговорах по созданию Зоны искусств 718, созданной в Дашаньцзи в сотрудничестве с ГДР в качестве расширения Плана социалистического объединения военно-промышленного сотрудничества между Советским Союзом и молодым китайским коммунистическим государством. С 1957 года он был ее первым директором.
Затем Ли был осужден как антипартийный деятель и провел двадцать лет в тюрьме. Он вышел на свободу в 1979 году, а три года спустя был избран в Центральный Комитет, а затем в 1983 году стал вице-директором организационного отдела Коммунистической партии.
Ли был вице-министром Министерства водного хозяйства, а затем стал противником проекта строительства электростанции «Три ущелья». Он продолжал выступать против строительства плотины после протестов на площади Тяньаньмэнь в 1989 году.

## Разногласия
На XVI съезде Коммунистической партии в 2002 году Ли вызвал волнения, призвав к политической реформе. Его мнение стало широко распространяться. В ноябре 2004 года отдел пропаганды партии запретил публикацию Ли в СМИ.
Услышав о смерти Чжао Цзыяна в 2005 году, Ли вернулся из-за границы в Пекин и немедленно отправился в дом бывшего генерального секретаря, чтобы выразить свое почтение. В 2006 году он подписал открытое письмо, осуждающее закрытие государственной следственной газеты Freezing Point.
В преддверии 17-го Конгресса Коммунистической партии в 2007 году Ли и отставной ученый Се Тао опубликовали статьи, призывающие Коммунистическую партию стать социалистической партией в европейском стиле. В октябре 2010 года Ли подписал открытое письмо в Постоянный комитет Всекитайского собрания народных представителей, в котором призывал к большей свободе прессы.

## Личная жизнь
У Ли была дочь, Ли Наньян. Они стали отчужденными после того, как она отвергла его как врага партии во время его отстранения от власти в 1950-х годах. Но благодаря её усилиям в конце 1970-х он был реабилитирован из ссылки и восстановлен в своем прежнем звании, после чего дочь помирилась с Ли.
Ли умер от полиорганной недостаточности в Пекине 16 февраля 2019 года, в возрасте 101 года.